# صديق قديم جدا (رواية)
«صديق قديم جدا»، هي رواية للروائي إبراهيم أصلان، نشرت هذ الرواية من الهيئة المصرية العامة للكتاب عام 2015.

## الرواية
في آخر روايات إبراهيم أصلان، يأخذنا «إبراهيم» في رحلة مدهشة، يتداخل فيها الطابع الذاتي بالخيالي، كعادته، يبدأ أصلان من لحظة عابرة ليحولها بيد صائغ إلى عالم واسع محتشد بالتفاصيل الرائعة. وعند  البحث عن اسم الرواية «صديق قديم»، تتشكل هنا رحلة الاستحضار: استحضار وجود غاب أبطاله الأصليون بالكاد أسماء علقت بالذاكرة، رافضة مغادرتها. هكذا يخوض أصلان في «صديق قديم جدا» بحثا  مدعوما بذاكرة ما تزال واثقة في قدرتها، ليس فقط على استعادة عالم مندثر، لكن، أيضا، على ترميمه، حتى ينهض متجسدا مكتملا كأنه لم ينسلخ عن صاحبه يوما.
هذه الرواية استثنائية، تنشر لأول مرة، ليكتمل عقد أصلان الروائي بها، مؤكدة على عالمه المتفرد والذي لا يشبه سوى نفسه.